# Sanktuarium Matki Zbawiciela Naszego Jezusa w Domanowie
Sanktuarium Matki Zbawiciela Naszego Jezusa w Domanowie – rzymskokatolicki kościół parafialny pod wezwaniem św. Doroty i sanktuarium maryjne we wsi Domanowo.

## Historia kościoła i obrazu
Kościół parafialny pw. Boga Wszechmogącego, św. Doroty, św. Urszuli, św. Jana Nepomucena oraz 11. tysięcy Panien i Dziewic, został ufundowany 11 marca 1460 roku, przez Piotra Kota (Kotha), właściciela dóbr domanowskich. W czasie „potopu szwedzkiego” w 1656 roku kościół został zniszczony. Wkrótce zbudowano kolejną świątynię pw. św. Doroty, Przemienia Jezusa Chrystusa i św. Jana Nepomucena, która została konsekrowana na początku XVII w. Trzecią, drewnianą świątynię w Domanowie zbudowano w 1763 roku, staraniem ks. Franciszka Pietraszko, ówczesnego proboszcza i dziekana brańskiego, a także Michała Bogusza. Jej konsekracji dokonał w dniu 2 maja 1779 roku proboszcz bielski ks. Jan Szyjkowski, biskup tytularny Sinope, sufragan łucki na okręg brzeski. W roku 1875 kościół powiększono o tzw. „babiniec”, dodając chór i nową wieżyczkę, staraniem ks. Piotra Kryńskiego. 
W głównym ołtarzu umieszczony jest słynący łaskami obraz Matki Bożej z Dzieciątkiem, dzieło Jana Verentiego (ur. 1598 w Padwie) ofiarowany kościołowi w 1648 przez Seweryna Domanowskiego, po śmierci jego żony Anny Kuleszy. W dniu 28 czerwca 2015 bp Tadeusz Pikus, biskup diecezjalny drohiczyński, dokonał koronacji obrazu Matki Bożej – na prawie diecezjalnym oraz kościół parafialny ustanowił Sanktuarium Diecezjalnym Najświętszej Maryi Panny Matki Zbawiciela Naszego Jezusa.

## Galeria

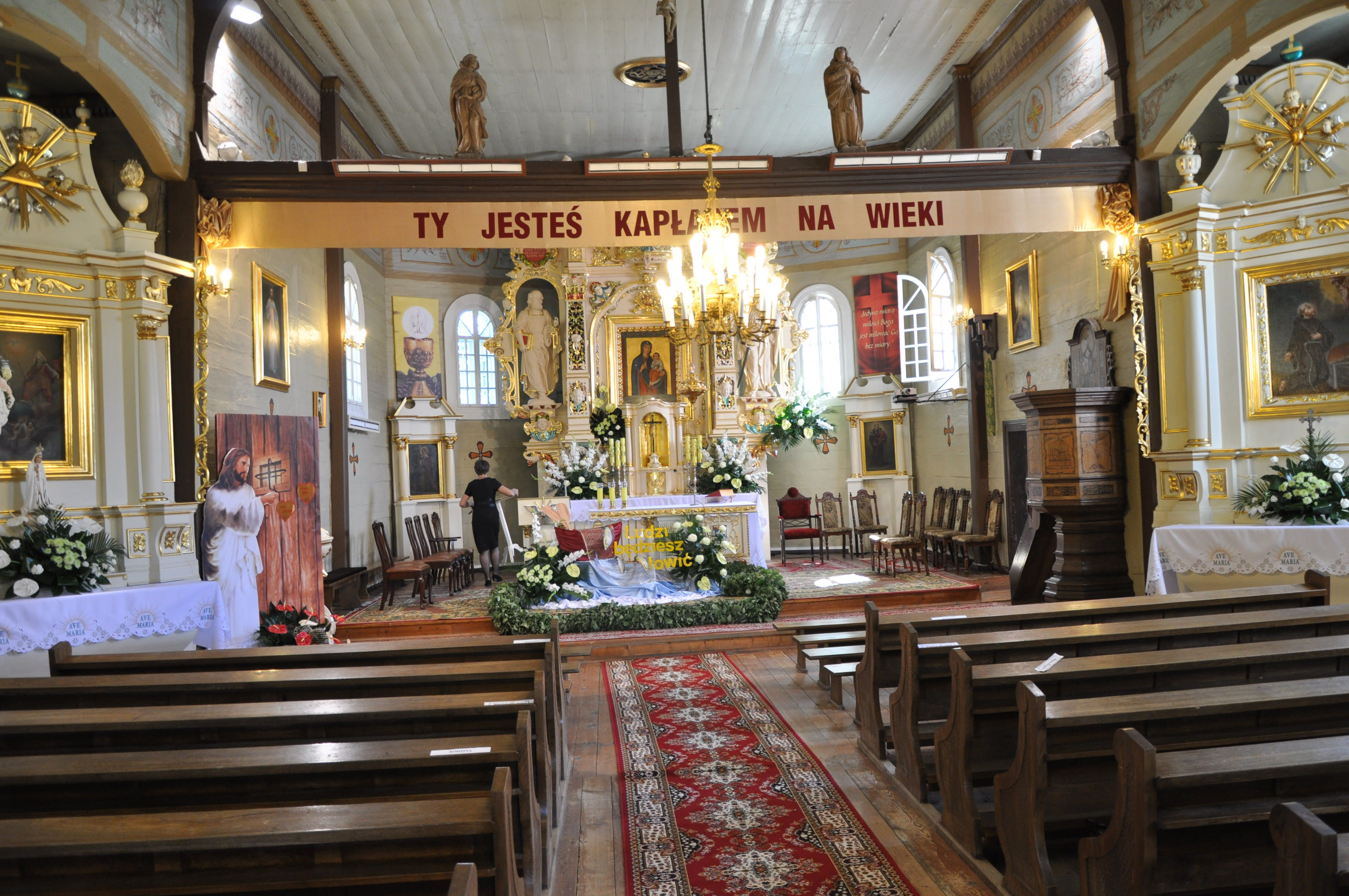
Wnętrze sanktuarium. W ołtarzu głównym wizerunek obrazu Matki Bożej (przed koronacją)
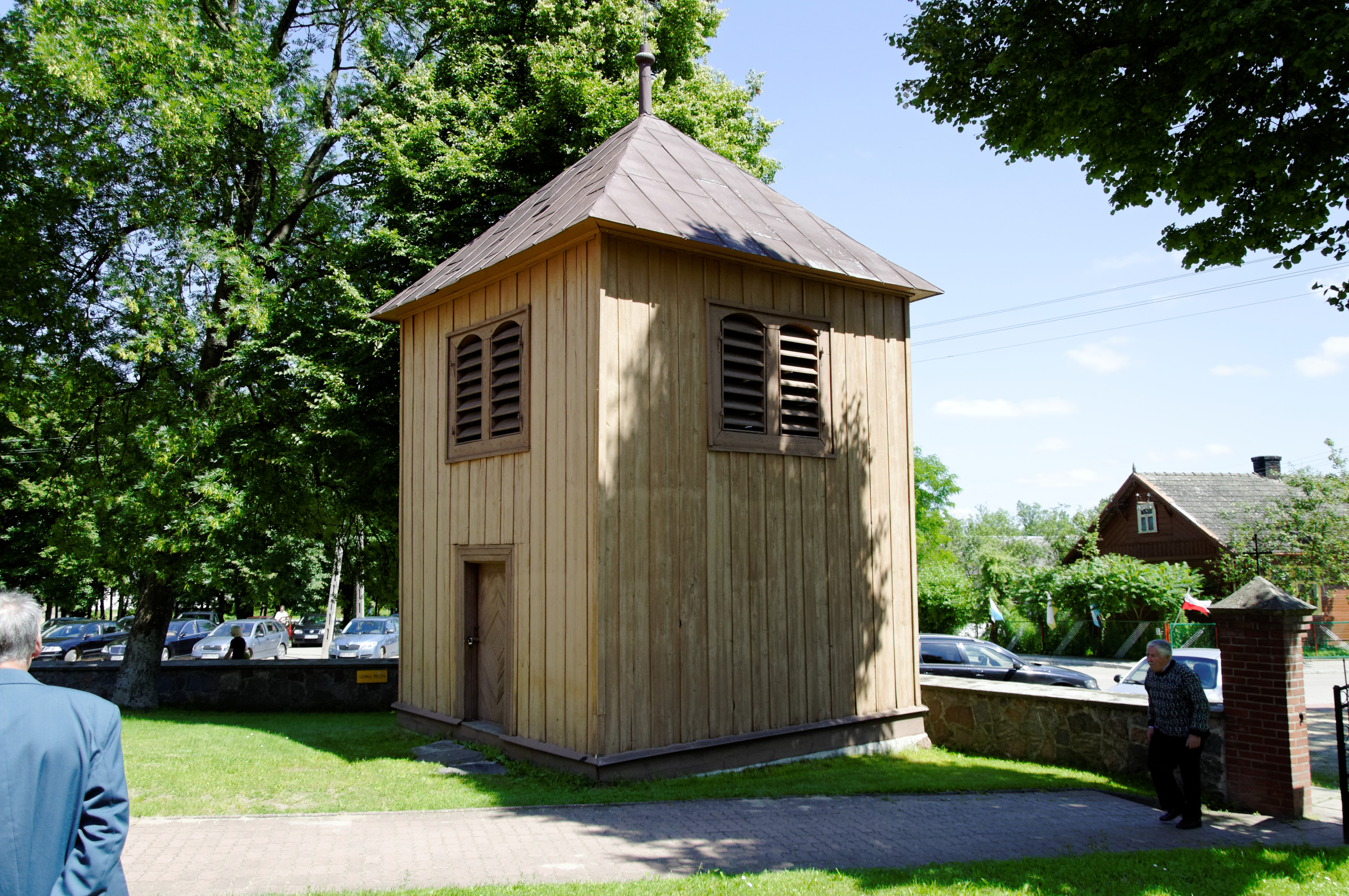
Dzwonnica
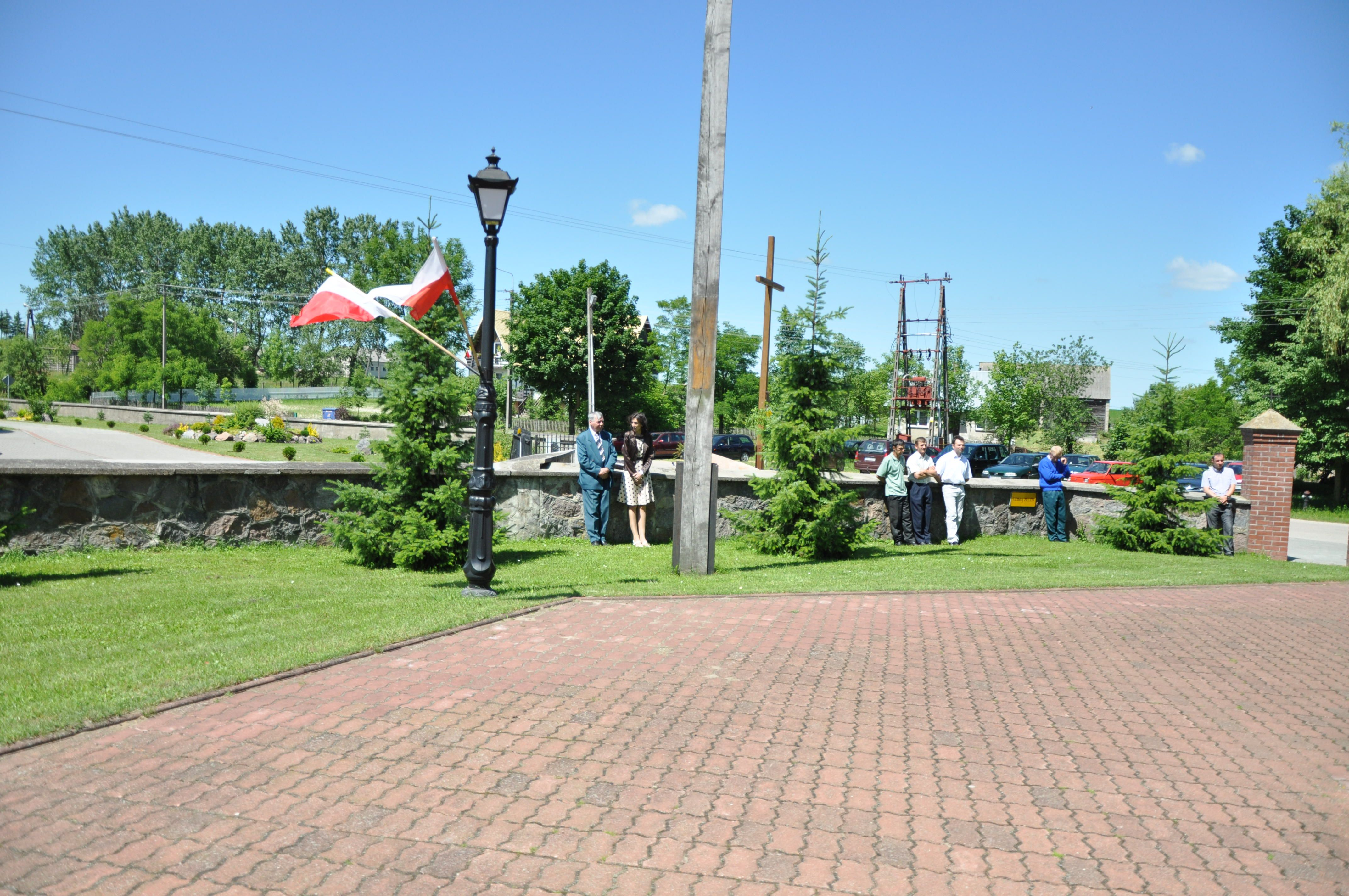
Teren przed kościołem